# Nicolas Pino (pilote automobile)
Nicolás « Nico » Pino, né le 21 septembre 2004 à Santiago au Chili, est un pilote automobile chilien. Il participe actuellement aux championnats de sport-prototypes, tels que le WeatherTech SportsCar Championship, l'European Le Mans Series et l'Asian Le Mans Series.

## Carrière
En 2021, Nico Pino fait ses débuts en Endurance en rejoignant l'écurie polonaise Inter Europol Competition afin de participer aux deux dernières manches du championnat European Le Mans Series au volant d'une Ligier JS P320 dans la catégorie LMP3,. Le résultat de ces deux courses n'est pas satisfaisant car un problème d'échappement cause un abandon lors des 4 Heures de Spa-Francorchamps et il se classe en 19e position lors des 4 Heures de Portimão.
En 2022, toujours en LMP3, Nico Pino rejoint l'équipe américaine Performance Tech Motorsports afin de participer aux 24 Heures de Daytona. Durant cette épreuve, il réalise de bonnes performances en ayant le meilleur temps de la catégorie durant les essais libres et réussit le 2e temps en qualification. La course n'est pas à la hauteur des essais et des qualifications car la voiture doit abandonner au bout de 588 tours. Après cette expérience, il rejoint de nouveau l'écurie polonaise Inter Europol Competition afin de participer au championnat Asian Le Mans Series.

## Résultats
| Saison | Championnat                                 | Écurie                    | Courses | Victoires | Pole positions | Meilleurs tours | Podiums | Points | Classement |
| ------ | ------------------------------------------- | ------------------------- | ------- | --------- | -------------- | --------------- | ------- | ------ | ---------- |
| 2019   | Championnat d'Asie du Sud-Est de Formule 4  | Meritus GP                | 4       | 0         | 0              | 0               | 0       | 0†     | NC         |
| 2020   | Championnat de Grande-Bretagne de Formule 4 | Argenti Motorsport        | 12      | 0         | 0              | 0               | 0       | 14     | 14e        |
| 2021   | Euroformula Open                            | Drivex School             | 3       | 0         | 0              | 0               | 0       | 4      | 22e        |
| 2021   | European Le Mans Series                     | Inter Europol Competition | 2       | 0         | 0              | 0               | 0       | 8      | 28e        |
| 2022   | Euroformula Open                            | Drivex School             | 8       | 0         | 0              | 0               | 0       | 20     | 14e        |
| 2022   | Asian Le Mans Series                        | Inter Europol Competition | 4       | 0         | 0              | 0               | 0       | 36     | 7e         |
| 2022   | European Le Mans Series                     | Inter Europol Competition | 6       | 3         | 0              | 0               | 3       | 79     | 2e         |
| 2023   | Asian Le Mans Series                        | ARC Bratislava            | 4       | 0         | 0              | 0               | 0       | 18     | 11e        |
| 2023   | European Le Mans Series                     | Duqueine Team             |         |           |                |                 |         |        |            |
| 2023   | WeatherTech SportsCar Championship          | Sean Creech Motorsport    |         |           |                |                 |         |        |            |
| 2024   | Championnat du monde d'endurance FIA        | United Autosports         |         |           |                |                 |         |        |            |
| 2024   | European Le Mans Series                     | Nielsen Racing            |         |           |                |                 |         |        |            |
| 2024   | WeatherTech SportsCar Championship          | United Autosports USA     |         |           |                |                 |         |        |            |

† Pino étant un pilote invité, il était inéligible pour marquer des points.

### Résultats aux24 Heures de Daytona
| Année | Écurie                       | Copilotes                                    | Voiture               | Classe | Tours | Pos. | Class Pos. |
| ----- | ---------------------------- | -------------------------------------------- | --------------------- | ------ | ----- | ---- | ---------- |
| 2022  | Performance Tech Motorsports | Hikaru Abe Garett Grist Daniel Goldberg      | Ligier JS P320-Nissan | LMP3   | 588   | Abd. | Abd.       |
| 2023  | Sean Creech Motorsport       | João Barbosa Lance Willsey Nolan Siegel (en) | Ligier JS P320-Nissan | LMP3   | 725   | 29e  | 2e         |
| 2024  | United Autosports USA        | Ben Hanley Ben Keating Pato O'Ward           | Oreca 07-Gibson       | LMP2   | 765   | 14e  | 6          |

### Résultats enChampionnat du monde d'endurance FIA
| Année | Écurie            | Voiture          | Classe | Pneus | 1   | 2   | 3   | 4   | 5   | 6   | 7   | 8   | Total | Pos. |
| ----- | ----------------- | ---------------- | ------ | ----- | --- | --- | --- | --- | --- | --- | --- | --- | ----- | ---- |
| 2024  | United Autosports | McLaren 720S GT3 | LMGT3  | G     | QAT | IMO | SPA | LMS | SÃO | CDM | FUJ | BHR | *     | *    |

* Saison en cours.

### Résultats enWeatherTech SportsCar Championship
| Année | Écurie                       | Châssis        | Moteur                      | Classe | 1      | 2      | 3     | 4   | 5     | 6   | 7   | 8     | Position | Points |
| ----- | ---------------------------- | -------------- | --------------------------- | ------ | ------ | ------ | ----- | --- | ----- | --- | --- | ----- | -------- | ------ |
| 2022  | Performance Tech Motorsports | Ligier JS P320 | Nissan VK56DE 5,6 L V8 Atmo | LMP3   | DAY    | DAY    | SEB   | MOH | WGL   | MOS | ELK |       |          | 0      |
| 2022  | Performance Tech Motorsports | Ligier JS P320 | Nissan VK56DE 5,6 L V8 Atmo | LMP3   | Q Abd. | R Abd. | SEB   | MOH | WGL   | MOS | ELK |       |          | 0      |
| 2022  | Sean Creech Motorsport       | Ligier JS P320 | Nissan VK56DE 5,6 L V8 Atmo | LMP3   |        |        |       |     |       |     |     | ATL 3 |          | 0      |
| 2023  | Sean Creech Motorsport       | Ligier JS P320 | Nissan VK56DE 5,6 L V8 Atmo | LMP3   | DAY 2  | SEB 7  | WGL 7 | MOS | ELK 2 | IMS | ATL |       | 16e      | 858    |
| 2024  | United Autosports USA        | Oreca 07       | Gibson GK428 4,2 L V8 Atmo  | LMP2   | DAY 6  | SEB    | WGL   | MOS | ELK   | IMS | ATL |       | *        | *      |

* Saison en cours.

### Résultats enEuropean Le Mans Series
| Année | Écurie                    | Châssis        | Moteur                     | Classe | 1        | 2     | 3     | 4     | 5       | 6        | Position | Points |
| ----- | ------------------------- | -------------- | -------------------------- | ------ | -------- | ----- | ----- | ----- | ------- | -------- | -------- | ------ |
| 2021  | Inter Europol Competition | Ligier JS P320 | Nissan VK56 5,6 l V8 Atmo  | LMP3   | BAR      | RBR   | LEC   | MON   | SPA Nc. | POR 19   |          | 0      |
| 2022  | Inter Europol Competition | Ligier JS P320 | Nissan VK56 5,6 l V8 Atmo  | LMP3   | LEC Dsq. | IMO 8 | HUN 1 | BAR 1 | SPA 1   | POR Abd. | 2e       | 79     |
| 2023  | Duqueine Team             | Oreca 07       | Gibson GK428 4,2 l V8 Atmo | LMP2   | CAT 1    | LEC 2 | ARA 6 | SPA 6 | ALG 5   | POR 5    | 4e       | 69     |
| 2024  | Nielsen Racing            | Oreca 07       | Gibson GK428 4,2 l V8 Atmo | LMP2   | BAR      | LEC   | IMO   | SPA   | MUG     | POR      | *        | *      |

* Saison en cours.

### Résultats enAsian Le Mans Series
| Année | Écurie                    | Châssis        | Moteur                     | Classe | 1     | 2     | 3     | 4     | Position | Points |
| ----- | ------------------------- | -------------- | -------------------------- | ------ | ----- | ----- | ----- | ----- | -------- | ------ |
| 2022  | Inter Europol Competition | Ligier JS P320 | Nissan VK56 5,6 l V8 Atmo  | LMP3   | DUB 5 | DUB 5 | ABU 6 | ABU 5 | 7e       | 38     |
| 2023  | ARC Bratislava            | Oreca 07       | Gibson GK428 4,2 l V8 Atmo | LMP2   | DUB 7 | DUB 9 | ABU 8 | ABU 7 | 11e      | 18     |

* Saison en cours.